# Agonistyka
Agonistyka – w antycznej Grecji wszelka rywalizacja w agonach teatralnych lub sportowych. Pochodzi od greckiego słowa agonistikós (zapaśniczy).
W prakseologii i teorii organizacji to także nauka o walce. Przykładem szczególnym agonistyki, jako nauki jest machologia, Emanuela Laskera, który w swoich książkach filozoficznych tworzy naukę walki, w której streszcza zasady szachów i przenosi je do innych sfer życia. Przykładem agonistyki na polskim gruncie naukowym, jest teoria walki Tadeusza Kotarbińskiego (agonologia), którą sformułował w swoim dziele Z ogólnej teorii walki.
W teorii politycznej, istnieje pojęcie polityki agonistycznej akceptującej konflikt i umożliwiającej dalszy rozwój systemu demokratycznego.